# Sonate (film)
Sonate (titlul original: în spaniolă Sonatas) este un film de dramă istorică, coproducție hispano-mexicană, realizat în 1959 de regizorul Juan Antonio Bardem, protagoniști fiind actorii María Félix, Francisco Rabal, Aurora Bautista și Fernando Rey. Premiera a avut loc la Festivalul de Film de la Veneția. Se bazează pe romanul omonim, cu titlul auxiliar Memoriile Marchizului de Bradomin, scris de autorul spaniol Ramón del Valle-Inclán.

## Conținut
La mijlocul secolului al XIX-lea, marchizul de Bradomín, un nobil galician, a fost implicat involuntar într-o conspirație politică atunci când a încercat să fugă în Mexic cu vechea sa dragoste Concha, care este acum soția contelui Brandeso. În ziua plecării, Bradomín cade într-o ambuscadă pusă de contele însuși, din care însă reușește să scape, dar Concha moare în circumstanțe tragice.
După ce a fost implicat în conflicte politice, marchizul călătorește în sfârșit în America, conform planificării. După câțiva ani, în mijlocul unei revoluții, se îndrăgostește de frumoasa Chole, soția generalului Bermúdez, care conduce o trupă de armată împotriva insurgenților...

## Distribuție
- María Félix – La Niña Chole
- Francisco Rabal – Marchizul Javier de Bradomin
- Aurora Bautista – Concha
- Fernando Rey – căpitanul Casares
- Carlos Rivas – Juan Guzmán
- Ignacio López Tarso – șeful gherilerilor
- Carlos Casaravilla – contele de Brandeso
- David Reynoso – locotenentul Elizondo
- Nela Conjiu – Joven loca
- Manuel Alexandre – locotenentul Andrade
- Ada Carrasco – Nana
- José Torvay – Segundo sargento
- Matilde Muñoz Sampedro – Candelaria
- Rafael Bardem – Juan Manuel Montenegro
- Enrique Lucero – militarul prizonier
- José María Prada – morarul
- Micaela Castejón – maica stareță
- Manuel Dondé – țăranul
- Noé Murayama – locotenentul Gaviño
- Xan das Bolas – o sentinelă
- José Chávez – un sargent
- Manuel Peiró – studentul
- Manuel Arbó – colonelul
- Josefina Serratosa – morărița
- Edmundo Barbero – fratele Lope
- Porfiria Sanchíz – vrăjitoarea
- Roberto Meyer – Macario Salas, prizonierul bătrân
- Mario Berriatúa – El Rubio
- Rogelio 'Frijolitos' Jiménez Pons
- Rufino Inglés – doctorul
- Agustín Fernández – gheriler
- José Manuel Martín – o sentinelă

## Aprecieri
„ În pofida aluziilor antifranchiste cu totul străvezii, romantismul desuet al povestirii, adaptare după Valle Inclán, apasă la fel de greu ca monotonia mijloacelor de expresie filmică. Nici măcar prezența unui operator de talia lui Figueroa nu dinamizează spectacolul. ”—T. Caranfil , Dicționar universal de filme 

## Literatură
- Ramón del Valle-Inclán. Memoriile Marchizului de Bradomin - Sonate. București, 1987: Editura Univers, Colecția Clasicii Literaturii Universale. p. 310.